# Ghetto Living
Ghetto Living – ósmy album studyjny Don Carlosa, jamajskiego wykonawcy muzyki roots reggae.
Płyta została wydana w roku 1983 przez niewielką wytwórnię Tamoki Wambesi Records. Nagrania zarejestrowane zostały w studiu Channel One w Kingston oraz częściowo w studiu Easy Street w Londynie. Ich produkcją zajął się Roy Cousins. Don Carlosowi akompaniowali muzycy sesyjni z zespołu The Roots Radics Band. W roku 1990 nakładem Greensleeves Records ukazała się reedycja albumu na CD.

## Lista utworów

### Strona A
1. "Never Run Away"
2. "Declaration Of Rights"
3. "Tear Drops"
4. "Them Say"
5. "Plantation"
6. "Ghetto Living"

### Strona B
1. "Go Find Yourself"
2. "It Was Love"
3. "Every Time I See You"
4. "Come On Over"
5. "Promise To Be True"
6. "Angel Face Woman"

## Muzycy
- Lascells "Tonic" Dunkley - gitara
- Dwight "Brother Dee" Pinkney - gitara
- Noel "Sowell" Bailey - gitara rytmiczna
- Eric "Bingy Bunny" Lamont - gitara rytmiczna
- Larry "Professor" Silvera - gitara basowa
- Errol "Flabba" Holt - gitara basowa
- Harry Johnson - gitara basowa
- Lincoln "Style" Scott - perkusja
- Lloyd "Jah Bunny" Donaldson - perkusja
- Wycliffe "Steely" Johnson - fortepian
- Gladstone Anderson - fortepian
- Ojemba Asante - organy
- David Madden - trąbka
- Ronald "Nambo" Robinson - puzon
- Felix "Deadly Headley" Bennett - saksofon
- Alric "Goldielocks" Lansfield - chórki, wokal w utworach "Tear Drops" i "Angel Face Woman"